# Rijke Roomse Leven
Met de term Rijke Roomse Leven wordt de ritueelrijke uiting van katholicisme in het zuiden van Nederland tussen pakweg 1860 en 1960 aangeduid. De term werd vooral bekend door de publicatie in 1963 van het boek Uit het rijke Roomsche leven van Michel van der Plas. Dit boek over het Nederlandse katholicisme in het interbellum beleefde in het midden van de jaren 1960 in korte tijd meer dan tien herdrukken.

## Kenmerken
De belangrijkste materiële en immateriële uitingen van het Rijke Roomse Leven waren:
- een rijke liturgie;
- de  verering van Maria en andere heiligen. Ieder katholiek gezin had wel enige heiligenbeelden in huis waar geregeld verse bloemen bij werden gelegd of waarbij een kaarsje werd aangestoken;
- regelmatig kerkbezoek, zowel naar de H. Mis maar ook om er eenvoudigweg te bidden. Veel mensen gingen vrijwel dagelijks naar de kerk;
- processies en ommegangen waarbij in de dorpen een groot deel van de bevolking mee deed;
- de invloedrijke positie van Kerk en pastoor in het leven van de gelovigen en de gemeenschap;
- kinderrijke gezinnen;
- een relatief groot aantal priesters, kloosterlingen en missionarissen. Veel families hadden wel een of meer familieleden die voor priester studeerden, in een klooster traden of als missionaris werden uitgezonden;
- catechese in vraag- en antwoordvorm aan de hand van de Romeinse Catechismus en de Schoolkatechismus;
- de Katholieke Radio Omroep en een uitgebreid netwerk van katholieke scholen, maatschappelijke organisaties en verenigingen (verzuiling). Omgang met protestanten of niet-gelovigen werd eerder vermeden of niet aangemoedigd door de katholieke verenigingen en de geestelijkheid.
- een groot aantal trouwe stemmers op de Roomsch-Katholieke Staatspartij en later de Katholieke Volkspartij, waarin men de sociaal-economische tegenstellingen trachtte te verzoenen.

## Geschiedenis
Het hart van het Rijke Roomse Leven lag in de zuidelijke provincies Noord-Brabant en Limburg. Deze waren ook na de reformatie in de 16e eeuw altijd overwegend katholiek gebleven.
In 1853 werd de bisschoppelijke hiërarchie in Nederland hersteld. De katholieken, die in de Republiek der Zeven Verenigde Nederlanden stelselmatig waren achtergesteld ten opzichte van de protestanten, begonnen aan een periode van emancipatie. Het katholiek onderwijs, de katholieke pers en het katholieke verenigingsleven werden sterk ontwikkeld. Tegelijkertijd ontstond eenzelfde tendens bij de protestanten, de socialisten en in mindere mate bij de liberalen. Dit verschijnsel werd verzuiling genoemd, zoals dat ook in België het geval was.

### Sociale controle
Het Rijke Roomse leven werd voor een groot deel in stand gehouden door de overtuiging van de gelovigen maar ook door sociale controle en vermaning. Als men niet meedeed aan dagelijks kerkbezoek en uiterlijk vertoon van vroomheid kon men problemen verwachten op het werk of de school. De pastoor en de kapelaans hielden intensief contact met hun parochianen en kwamen bij gezinnen geregeld op huisbezoek. Geregelde gezinsuitbreiding werd aangemoedigd. Door de als verplicht gevoelde biecht waren de geestelijken goed op de hoogte van wat zich in hoofden en harten van mensen afspeelde.

### Onderwijs
Ter stimulering van een academische vorming vanuit de rooms-katholieke levensbeschouwing en ten behoeve van het katholiek hoger onderwijs werd in 1905 de Radboudstichting opgericht, thans Stichting Thomas More geheten. De stichting financierde onder meer bijzondere leerstoelen in de geesteswetenschappen aan de openbare universiteiten (zie Neothomisme). De Katholieke Universiteit Nijmegen werd in 1923 opgericht. In 1927 werd in Tilburg de Roomsch Katholieke Handelshoogeschool opgericht, die zich zou ontwikkelen tot de Katholieke Economische Hogeschool (1936) en vervolgens in 1986 tot de Katholieke Universiteit Brabant (KUB).

### Hoogtepunt
In 1953 werd met de nodige luister 100 jaar herstel van de hiërarchie herdacht. De feestelijkheden - Honderd jaar Kromstaf - vonden plaats in het oude stadion 'Galgenwaard' in de stad Utrecht, waar de aartsbisschop van de Nederlandse kerkprovincie zetelt. Deze viering geldt als een van de hoogtepunten van het Rijke Roomse Leven. Zij werd nog gevolgd door het Bisschoppelijk Mandement van 1954 waarin de katholieken via een bisschoppelijk machtswoord gemaand werden zich alleen in katholiek verband te organiseren en de katholieke eenheid ook in politiek verband te bewaren 

### Einde van het Rijke Roomse Leven
Het Tweede Vaticaans Concilie (1962-1965) tijdens de roerige jaren 1960 luidde het einde in van het Rijke Roomse Leven. Met name de Nederlandse kerkprovincie werd gekenmerkt door een hevige polarisatie tussen progressief en conservatief. Begin jaren 1970 werd dit nog aangewakkerd door de benoeming van de behoudende bisschoppen Ad Simonis en Joannes Gijsen. Een belangrijk deel van de Nederlandse samenleving raakte ontkerstend, ook het protestantse, mede doordat de sociale controle verminderde en er meer ruimte was voor het al dan niet deelnemen aan het kerkelijke leven. Er vond een zogenoemde Tweede beeldenstorm plaats. Kerkinterieurs werden overgeschilderd, meubels en beelden uit kerkgebouwen werden verkocht of weggegooid. 
Het zondagse kerkbezoek, het kerklidmaatschap en het lidmaatschap van katholieke organisaties zijn sedertdien in snel tempo achteruit gegaan. Veel parochies werden samengevoegd en kerken gesloten. Ten slotte werd de Radboud Universiteit Nijmegen, ooit een rooms-katholiek bastion, in 2020 door de bisschoppen het predicaat 'katholiek' ontnomen. Ze waren in de jaren ervoor iedere invloed op de organisatie kwijt geraakt.